# Nezdický potok (přítok Úterského potoka)
Nezdický potok je vodní tok v Tepelské vrchovině, v okrese Karlovy Vary a okrese Tachov, pravostranný přítok Úterského potoka.
Délka toku měří 10,4 km, plocha povodí činí 43,25 km².

## Průběh toku
Potok pramení v nadmořské výšce 675 metrů východně od Heřmanova, části města Teplá v okrese Karlovy Vary. Krátce teče východním směrem k menšímu rybníčku, ze kterého odtéká jižním směrem. Podtéká silnici z Heřmanova do Úterý pokračuje jižním, později jihovýchodním směrem k vesnici Zahrádka. Jihovýchodně od Zahrádky opouští území Karlovarského kraje a dále již teče v Plzeňském kraji, v okrese Tachov. Na území Řešína vtéká do Zaječího rybníka. Severně od Bezdrižic vede podél potoka až k soutoku s Úterským potokem naučná stezka Údolím Nezdického a Úterského potoka.
Při hranici s okresem Plzeň-sever se severovýchodně od Bezdružic vlévá zprava do Úterského potoka.

### Mlýny
Na Nezdickém potoce stála řada vodních mlýnů. Nejvýše položeným mlýnem byl Tomšův mlýn (Domschenmühle). Dalšími mlýny byly Malý Zaječí mlýn (Kleine Hasenmühle), Velký Zaječí mlýn (Grosse Hasenmühle), Český mlýn (Böhmische Mühle) a posledním před soutokem s Úterským potokem byl Velíškův mlýn (Weschkala Mühle).